# Gorga (arte)

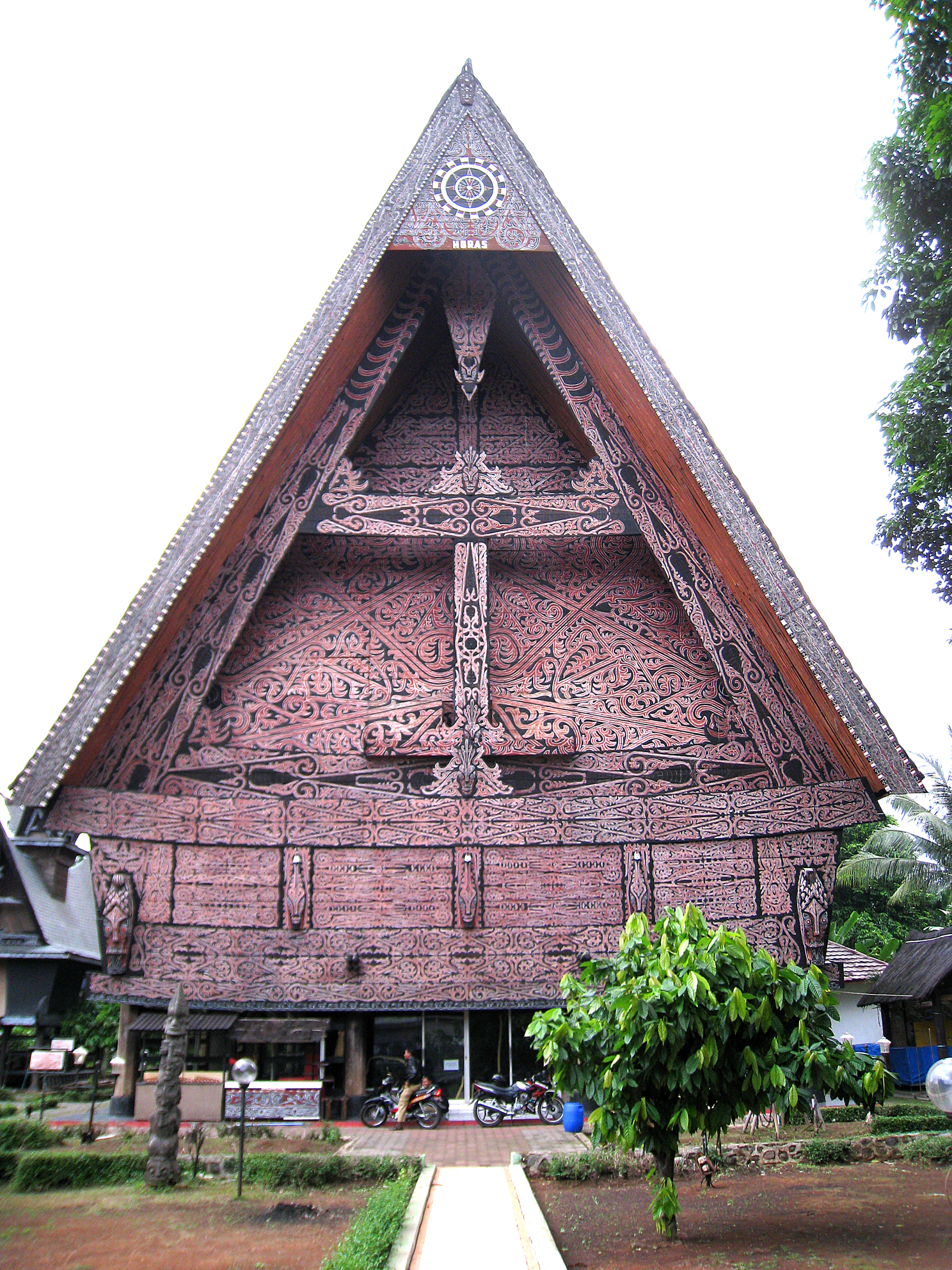
Um padrão gorga em estilo arabesco em vermelho, preto e branco decora a fachada dessa casa Batak.

Gorga é uma forma de decoração artística encontrada na cultura do povo Batak, habitantes da região central da província de Sumatra Setentrional, na Indonésia. Os motivos florais e ondulados da decoração gorga são ou pintados ou esculpidos em madeira, usando três cores: branco, vermelho e preto, cada uma correspondendo a um reino diferente na cosmologia Batak. Os padrões são frequentemente encontrados na arquitetura Batak e em objetos produzidos pelo povo, como instrumentos musicais.

## Padrões e cores
As decorações gorga geralmente ornam as superfícies de casas tradicionais. Acredita-se que elas cedam um poder de proteção à casa. As gravações em madeira são feitas delineando os padrões ondulantes ou florais na madeira, e usando um pequeno martelo para bater na superfície da faca a fim de cravá-la na linha. Para garantir um sulco fino e definido, um corte similar ao primeiro é feito com a faca e o martelo voltados para a direção oposta à inicial. Os padrões ser encontrados nos interiores das casas Batak, não necessariamente como gravuras, como pinturas. As únicas cores utilizadas na produção de gorga são vermelho, preto e branco; essa paleta tricolor é conhecida como sitiga bolit, com cada uma das cores simbolizando um dos reinos da cosmologia Batak: o branco é o reino superior (banua ginjang), vermelho simboliza o reino médio (banua tonga), enquanto o preto simboliza o reino inferior (banua toru).
Tradicionalmente, a cor vermelha é feita a partir de batu hula, um tipo de pedra de cor avermelhada. O branco é tirado de uma pedra mole conhecido como tano buro. Já a cor preta é feita com extratos vegetais.

## Arquitetura

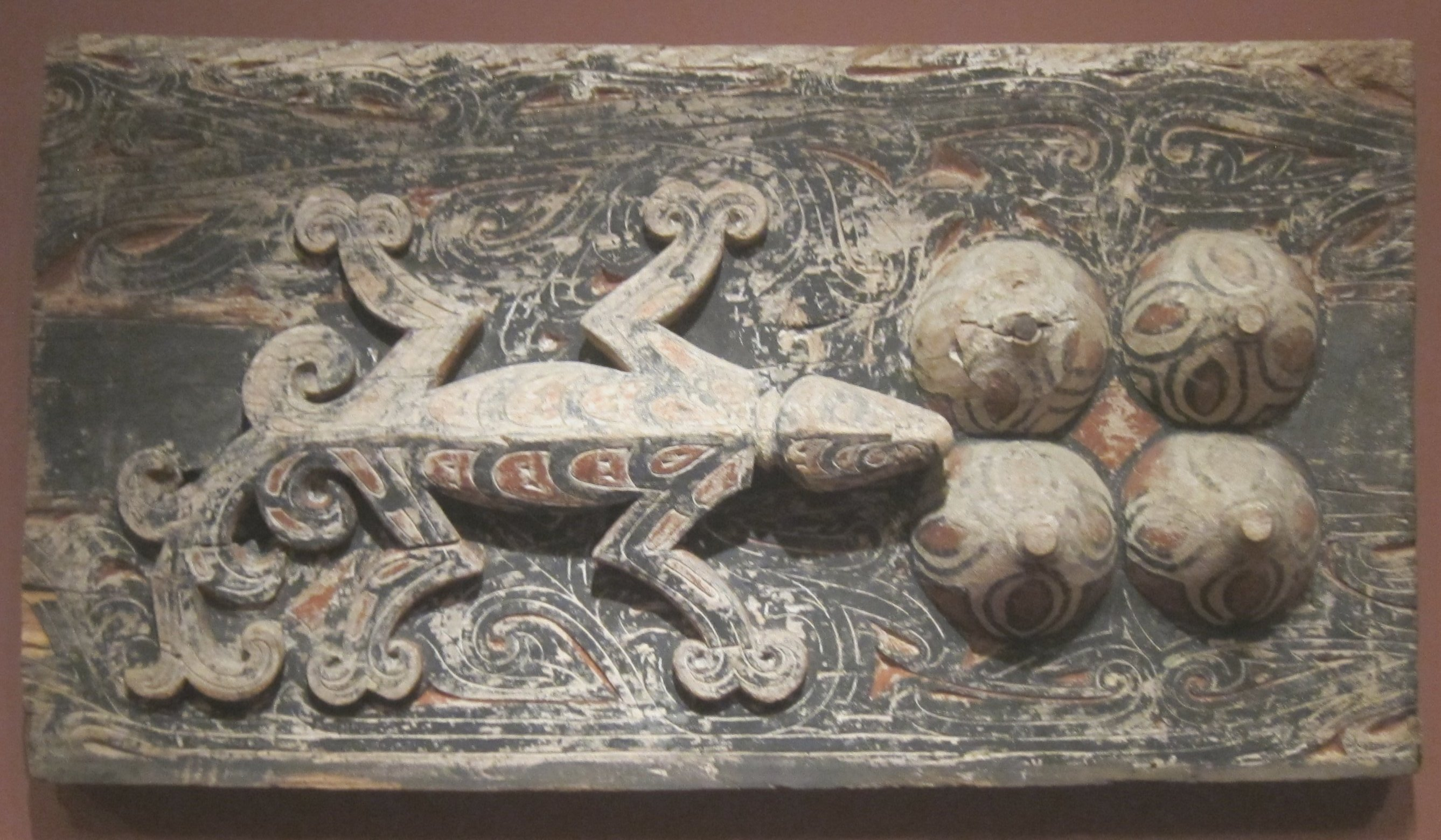
A combinação de gorga boraspati (lagarto) e gorga adop adop (seios) simbolizam a fertilidade da terra.

Em residências Batak, os padrões gorga são gravados ou pintados em áreas específicas da casa. Por exemplo, Gorga simataniari ("gorga do sol"), uma representação do Sol, é esculpido nos cantos esquerdo e direito de uma casa, como um símbolo da vida. Gorga ulu singa ("gorga do singa") representa o ser espiritual singa (figura apotropaica da mitologia Batak), e é colocado na parte superior do empeno do telhado da frente de uma casa. Gorga boraspati retrata o deus-lagarto Boraspati ni Tano, e é geralmente esculpida sobre a prancha ou parede lateral de uma casa ou de um celeiro Batak; o gorga baraspati geralmente é emparelhado com gorga adop adop ("gorga de seios"), que representa seios femininos; juntos, as duas figuras simbolizam fertilidade. Gorga ulu paung é esculpida no topo das casas Batak; esta acredita-se ser imbuída de poder e é utilizada para afastar os maus espíritos que viriam do exterior dos vilarejos.

## Referência
1. ↑  HASIBUAN, Jamaludin (1982). Primitive Art of the Ancient Batak in Sumatra. Medan: Yayasan K.J. Mahoni. 119 páginas
2. ↑  CAUSEY, Andrew (2003). Hard bargaining in Sumatra : western travelers and Toba Bataks in the marketplace of souvenirs. Honolulu: University of Hawaii Press. ISBN 9780824827472. OCLC 52203013
3. ↑  MANALU, Ismail (1985). Mengenal Batak. [S.l.]: Kiara
4. ↑  Marbun, M. A.; Hutapea, Idris M. T. (1987). Kamus Budaya Batak Toba (em indonésio). [S.l.]: Balai Pustaka. ISBN 9789794071267
5. 1 2  Napitupulu, S. P. (1 de janeiro de 1997). Arsitektur Tradisional Daerah Sumatera Utara (em indonésio). [S.l.]: Direktorat Jenderal Kebudayaan